# Raúl Montenegro

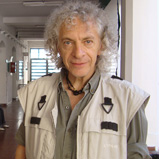
Raúl Montenegro

Raúl Montenegro (* 12. März 1949 in Córdoba, Argentinien) ist ein argentinischer Biologe. Seit 1985 ist Montenegro Professor für Evolutionsbiologie an der Nationalen Universität Córdoba.
Er hat den Bau von Kernkraftwerken verhindert, die chemische Industrie für ihre Umweltverschmutzung zur Verantwortung gezogen und die Menschen über die Auswirkungen industrieller Großprojekte auf ihre Umwelt aufmerksam gemacht. Er arbeitet auch für die Rechte von Ureinwohnern in Argentinien und verbreitet ihr überliefertes Wissen über den nachhaltigen Umgang mit der Natur.
Montenegro ist der Gründer von FUNAM, einer Umweltschutz-NGO.

## Auszeichnungen
- 1990: Global 500 Award
- 1998: Nuclear-Free Future Award
- 2004: Right Livelihood Award „für seine hervorragende und weitreichende Arbeit mit örtlichen Gemeinschaften und indigenen Völkern zum Schutz der Umwelt und der natürlichen Ressourcen in Lateinamerika und anderswo“
- Ehrendoktor der Universität von San Luis